# Copeoglossum arajara
Espèce
Synonymes
- Mabuya arajara Reboucas-Spieker, 1981

Copeoglossum arajara est une espèce de sauriens de la famille des Scincidae.

## Répartition
Cette espèce est endémique du Nord-Est du Brésil.

## Description
C'est un saurien vivipare.

## Publication originale
- Reboucas-Spieker, 1981 : Sobre uma nova especie de Mabuya do nordeste do Brasil (Sauria, Scincidae). Papeis Avulsos De Zoologia, vol. 34, no 9, p. 121-123.